# 偏硼酸
偏硼酸（英語：Metaboric acid）是一類具有相同實驗式HBO2的無機化合物的名稱，其分子結構不同。它們是由硼酸脫水或分解形成的無色水溶性固體。

## 結構

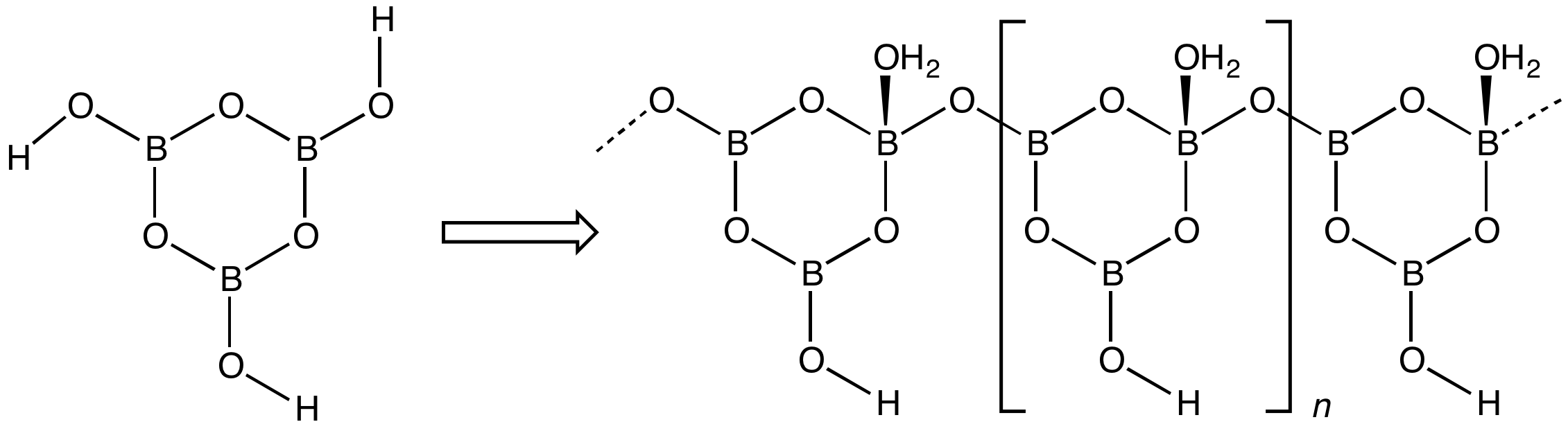
斜方晶系向單斜晶系偏硼酸的轉化。

偏硼酸的主要型態有：
- 變體III，或稱三聚體。分子式為H
3B
3O
6該分子具有C3h對稱性，核心為六元環，硼和氧原子交替排列，硼上連接有-OH基團。晶體結構是具有片狀結構的正交晶系，類似於硼酸。[2]它是通過在80-100 °C下加熱硼酸而失水得到的：[2]

3 B(OH)
3 → (BOH)
3O
3 + 3 H
2O
- 變體II。結構與變體III相似的聚合物，不同之處在於環是相連的，且1/3的硼中心是四面體。其分子式為HO[–B(BOH)
2O
3O–]
nH，晶體結構為單斜晶系。[3]這種型態具有更高熔點（201°C）和密度（2.045g/cm3）。它是通過在密封的安瓿中在130-140 °C下加熱三聚體得到（防止脫水），正交偏硼酸轉化為單斜晶型（II）：[3]

- 立方晶型。[4]它是一種白色固體，僅微溶於水，熔點約為236 °C。它是通過將變體II或III加熱到140 °C以上得到的。[4]

## 反應
當加熱到約170 °C以上時，偏硼酸會脫水，形成四硼酸，也稱為焦硼酸 (H2B4O7)：
4 HBO2 → H2B4O7 + H2O

## 偏硼酸鹽
偏硼酸鹽是BO2−的衍生物。與偏硼酸一樣，偏硼酸鹽具有不同的結構。如偏硼酸鈉和偏硼酸鉀，它們是由含有環狀B3O63−離子的正交偏硼酸去質子化形成的鹽，以及含有鏈狀聚合離子(BO2−)n的偏硼酸鈣Ca(BO2)2。